# NGC 995
NGC 995 ist eine Linsenförmige Galaxie vom Hubble-Typ S0 im Sternbild Andromeda am Nordsternhimmel. Sie ist schätzungsweise 184 Millionen Lichtjahre von der Milchstraße entfernt und hat einen Durchmesser von etwa 80.000 Lichtjahren. Vom Sonnensystem aus entfernt sich die Galaxie mit einer errechneten Radialgeschwindigkeit von näherungsweise 4.000 Kilometern pro Sekunde.
Entdeckt wurde das Objekt am 8. Dezember 1871 von dem französischen Astronomen Édouard Stephan.

## Galaktisches Umfeld
| Nr. | Galaxie                 | Alternativname            | Rek          | Dek           | Distanz/asec |
| --- | ----------------------- | ------------------------- | ------------ | ------------- | ------------ |
|     | NGC 995                 | PGC 10008                 | 02h38m32.0s  | +41d31m45s    | 0            |
| 1   | LEDA/PGC 2182555        | 2MASX J02384770+4131542   | 02h38m47.73s | +41d31m54.4s  | 176.63       |
| 2   | LEDA/PGC 2183585        | [WGB2006] 023518+41200_e  | 02h38m31.82s | +41d35m40.1s  | 234.74       |
| 3   | 2MASX J02384262+4136182 | WISEA J023842.63+413618.0 | 02h38m42.62s | +41d36m18.2s  | 297.39       |
| 4   | LEDA/PGC 2183543        | 2MASX J02385029+4135332   | 02h38m50.27s | +41d35m33.3s  | 306.21       |
| 5   | NGC 1000                | PGC 10028                 | 02h38m49.743 | +41d27m34.86s | 319.83       |
| 6   | NGC 996                 | PGC 10015                 | 02h38m39.87s | +41d38m51.1s  | 434.58       |
| 7   | LEDA/PGC 2181882        | 2MASX J02375267+4129192   | 02h37m52.65s | +41d29m19.3s  | 466.70       |
| 8   | NGC 999                 | PGC 10026                 | 02h38m47.4s  | +41d40m14s    | 536.90       |
| 9   | NGC 1005                | PGC 10062                 | 02h39m29.2s  | +41d29m20s    | 637.77       |
| 10  | NGC 1001                | PGC 10050                 | 02h39m12.6s  | +41d40m18s    | 685.91       |
| 11  | LEDA/PGC 2180175        | 2MASX J02374486+4122371   | 02h37m44.84s | +41d22m37.5s  | 762.76       |
| 12  | LEDA/PGC 2185039        | 2MASX J02392843+4140491   | 02h39m28.45s | +41d40m49.1s  | 834.50       |
| 13  | LEDA/PGC 2181312        | 2MASX J02394680+4127084   | 02h39m46.84s | +41d27m08.6s  | 885.55       |
| 14  | LEDA/PGC 2184614        | 2MASX J02394554+4139184   | 02h39m45.55s | +41d39m18.2s  | 941.09       |